# 莱顿弗罗斯特现象

萊頓弗羅斯特現象下的液體

萊頓弗羅斯特現象（英语：Leidenfrost effect），又譯作李登弗斯特作用、賴登福現象，在1732年為赫爾曼·布爾哈夫首次發現，其後在1756年，德國醫生約翰·戈特洛布·萊頓弗羅斯特作出更深入的研究，並書於《論普通水的性質》（A Tract About Some Qualities of Common Water）一文之中。當液體接觸一塊遠超其沸點的物件时，液體表面會產生出一層有隔熱作用的蒸氣，令液體沸騰的速度大大減慢。萊頓弗羅斯特現象可以通過材料結構設計，比如熱裝甲，完全抑制從而實現高效液冷。.

## 現實例子
把水滴落在滾燙的鐵板上，假若鐵板的溫度僅高於水的沸點（100°C），水會發出嘶嘶聲並迅速沸騰。但當鐵板到達萊頓弗羅斯特點（Leidenfrost point）時，水便會產生萊頓弗羅斯特現象。水珠會在鐵板四處滾動，並緩慢地逐漸蒸發，反而令水珠可以存活更久。
在萊頓弗羅斯特現象下，水珠中跟鐵板接觸的部分會迅速沸騰形成水蒸氣，與此同時水珠尚保持液體的狀態，由於水蒸氣的傳熱比液體水慢得多，蒸氣層阻隔水直接接觸滾燙鐵板並大大降低水滴沸騰的速度。
水的萊頓弗羅斯特點會隨着水中含有的雜質、滾燙物件的材質、水的溫度（由於彭巴效應，冷水可能比熱水更易蒸發）等而改變，粗略量度下水在平底鍋的萊頓弗羅斯特點為約193°C。
廚師在預熱鍋子時，只要落下幾滴水看會否形成水珠，便可得知鍋子是否夠熱。在傳統的踏火儀式，參加者會先沾溼雙腳，由於萊頓弗羅斯特現象令水不會快速升溫，使得熱不容易傳到人們的腳，即使人們走在火堆之上，只要不長時間接觸炭火，也不易被燒得火紅的炭火燙傷。另外，依照萊頓弗羅斯特現象的原理，液態氮會在手上迅速沸騰並形成隔熱層，防止手凍傷，因此便可徒手觸摸液態氮。《流言終結者》亦曾在節目中利用萊頓弗羅斯特現象，嘗試把手沾溼後放進燒熔的鉛裏。
现代航天发射使用的液体火箭发动机，可以使用极低温的液体燃料或液体氧化剂在发动机燃烧室与喷嘴的内壁渗出形成一层气膜，隔绝炽热的燃气与室壁的传热，这被称为“气膜冷却”，可以使液体火箭发动机在极高温燃气下长时间工作1.5-5分钟并可以多次点火、重复使用。

## 萊頓弗羅斯特點
萊頓弗羅斯特點標示出了進行穩定之薄膜沸騰所需之最低溫度，指的是在沸騰曲線上熱流達最低之一點，同時，液體與熱燙表面之接觸面完全為蒸氣層所覆蓋，而此時從熱燙表面向液體所進行之熱傳導是透過此蒸氣層以傳導及輻射的方式完成。
1756年，萊頓弗羅斯特觀察到，當熱燙表面上的小水滴四處跳動時，水滴的蒸發速度緩慢。隨著表面溫度再度提高，熱輻射的效應會變得比熱傳導更為顯著，因此這時再提高溫度，熱流會上升。一水平表面之熱流最低點可由Zuber's equation推導而來:
{\displaystyle {{\frac {q}{A}}_{min}}=C{{h}_{fg}}{{\rho }_{v}}{{\left[{\frac {\sigma g\left({{\rho }_{L}}-{{\rho }_{v}}\right)}{{\left({{\rho }_{L}}+{{\rho }_{v}}\right)}^{2}}}\right]}^{{}^{1}\!\!\diagup \!\!{}_{4}\;}}}
其數值是由飽和溫度所決定。其中C為Zuber常數，於適當的壓力之下大部分的液體C值約為0.09。

## 外部連結
- Jearl Walker所寫有關萊頓弗羅斯特現象的論文 （页面存档备份，存于）（英文）
- Hand vs. Liquid Nitrogen - Youtube （页面存档备份，存于）（英文）
- 科學家令水滴向上爬 Scientists make water run uphill——BBC NEWS （页面存档备份，存于）（英文）BBC 介紹利用萊頓弗羅斯特現象為集成電路降溫
- YouTube上的RHNB-Dry Ice